# Relaciones Barbados-Costa Rica
Las relaciones Barbados-Costa Rica se refieren a las relaciones internacionales que existen entre Costa Rica y Barbados.
Las relaciones diplomáticas entre Costa Rica y Barbados se establecieron en 1972. Los Embajadores de Costa Rica en Barbados han sido Virginia Castro Odio de Trigueros (Embajador en Caracas, concurrente en Bridgetown, 1979-1982), René Castro Hernández (1986-1989), Rodrigo Arguedas Cortés (1989-1990), Maximiliano Oreamuno Brenes (Embajador de carrera, 1990-1991), José de Jesús Conejo Amador (Embajador de carrera, residente, 1992-1996, concurrente con sede en Jamaica, 1996-1998) Sol Villamichel Morales (residente, acreditada el 30 de marzo de 1999 hasta el 2001). En la actualidad  Antonio Alarcón representa a Costa Rica.

## Relaciones diplomáticas
- Barbados tiene un consulado honorario en San José.[2][3]